# Neuteich (Wundschuh)
Der Neuteich (früher Neuer Teich) ist ein künstliches Stehgewässer im Kaiserwald im österreichischen Bundesland Steiermark. Er ist Teil der Wundschuher Teiche und bildet seit 2017 ein Natura-2000-Schutzgebiet.

## Lage und Umgebung
Der Neuteich ist – flussabwärts gezählt – der zweite der vier großen Wundschuher Teiche am Poniglbach und liegt rund 1,5 km westnordwestlich von Wundschuh. Die mitten im Wald auf 328 m ü. A. zwischen Forster Teich und Wundschuher Teich situierte Wasserfläche ist über einen Forst- bzw. Wanderweg zu erreichen, der am Ostufer vorbeiführt. Sowohl vom großen Parkplatz an der Wundschuh-Straße (L380) als auch von der Ortschaft Forst gelangt man in einer Viertelstunde zu Fuß an das Ufer des Teiches.

## Flora und Fauna

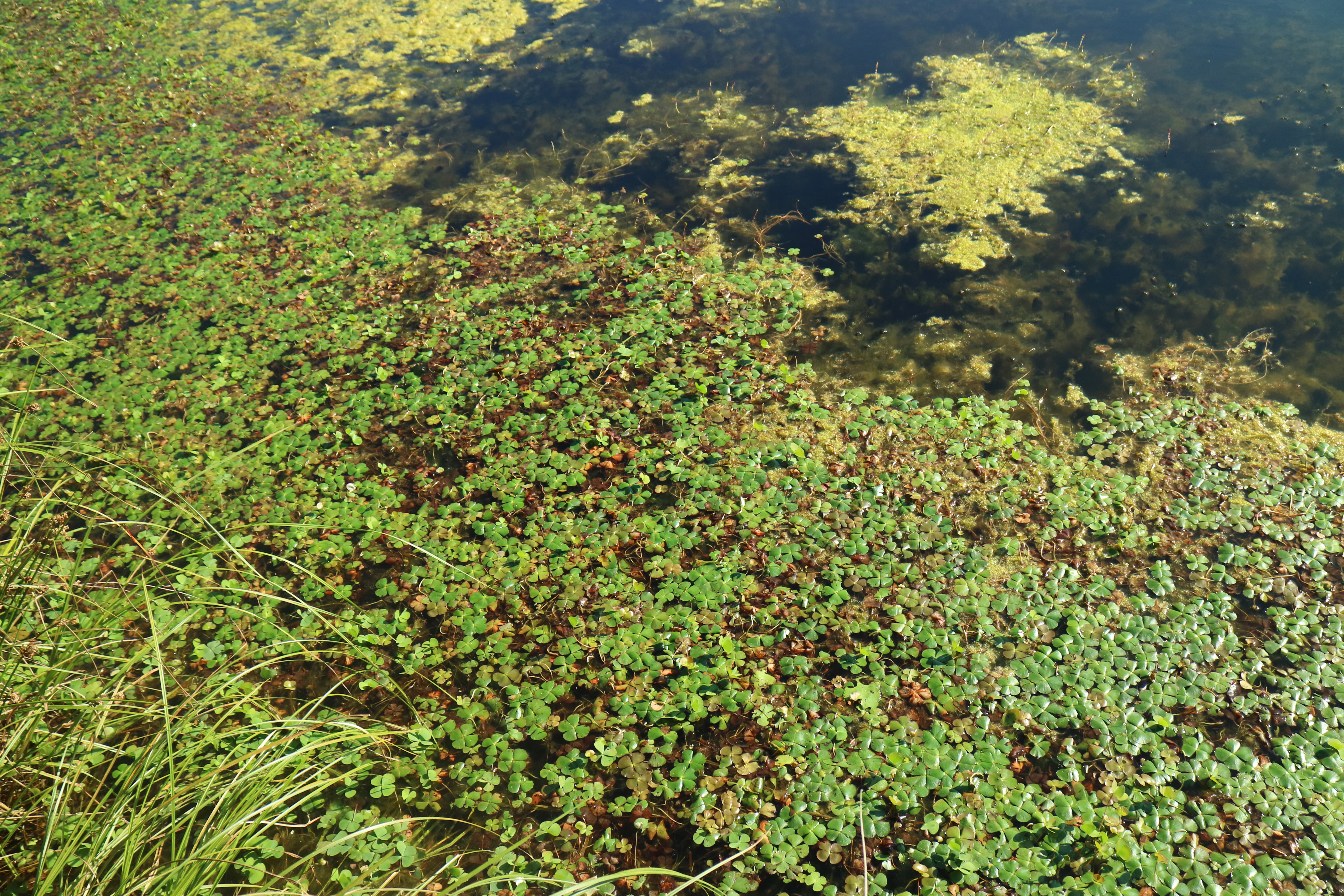
Kleefarnteppich am Ostufer

Die Uferböschung am Neuteich bilden Schlitzblättriger Sonnenhut, Riesen-Goldrute, Feinstrahl, Drüsiges Springkraut und Dreiteiliger Zweizahn. Der Röhricht setzt sich aus Breitblättrigem Rohrkolben und Einfachem Igelkolben zusammen. Im Schwimmblattgürtel dominieren Weiße Seerose, Europäische Seekanne und Schwimmendes Laichkraut. Als Schwimmpflanzen kommen vor allem Untergetauchtes Sternlebermoos, Vielwurzelige Teichlinse und Gewöhnlicher Wasserschlauch vor. Am Süd- und gesamten Ostufer besteht auf 1 bis 2 m in Richtung des offenen Wassers deckend und bis in etwa 70 cm Tiefe Vierblättriger Kleefarn. Die Pflanze ist in Mitteleuropa vom Aussterben bedroht und entsprechend geschützt (siehe Naturschutz).
2009 wurde das Vorkommen des Balkan-Moorfrosches am Neuteich untersucht. Das Laichgeschehen beschränkt sich demnach auf einen kleinen Großseggenbestand am Nordwestufer. Die anderen Uferbereiche sind steiler angelegt und umfassen jeweils nur einen schmalen Vegetationssaum. Dort dominieren Grasfrosch und Erdkröte. Die für den Moorfrosch überlebensnotwendigen Flachwasserbereiche sind nur bei maximaler Bespannung des Teiches unter Wasser. Der Reproduktionserfolg hängt damit stark vom Wasserregime ab.

## Naturschutz
In Folge eines EU-Vertragsverletzungsverfahrens gegen die Republik Österreich suchte man ab 2014 nach potenziellen Gebieten zur Umsetzung der Richtlinie 92/43/EWG (Fauna-Flora-Habitat-Richtlinie). Das Naturschutzreferat des Landes Steiermark erarbeitete auf Basis der Kleefarnfundorte der letzten 25 Jahre Schutzgebietsvorschläge und stieß dabei auf die Wundschuher Teiche. Weil der (Vierblättrige) Kleefarn dort lediglich am Neuteich vorkommt, wurde mit 4. Mai 2017 das Europaschutzgebiet Nr. 45 „Wundschuh-Neuteich“ verordnet.
Während aus den 1920er Jahren zahlreiche Nachweise für das Kleefarnvorkommen bestehen, verschwand die Art in den 1950ern durch das Aussetzen der Teichbewirtschaftung. Ab 1994 konnte die seltene Pflanze wieder regelmäßig vorgefunden werden. Zwischen 2006 und 2016 entwickelte sich, begünstigt durch das herbstliche Teichauslassen und Entfernen des Röhrichts am Ostufer eine stabile Population, die bei niedrigem Wasserstand auch Sporokarpien bilden kann. Die Schutzgebietsverordnung sieht als Erhaltungsmaßnahmen regelmäßiges Entfernen der Röhrichtanteile, Bereitstellung von Pionierstandorten durch teilweises Freibaggern und das regelmäßige Ablassen des Teiches vor. Ebenso geschützt sind die Lebensraumtypen „Schlammflur“ und „natürliche Stillgewässer mit Wasserschwebegesellschaften“.